# 국수중학교
국수중학교(菊秀中學校)는  대한민국 경기도 양평군 양서면 국수리에 있는 공립 중학교이다.

## 학교 연혁
- 1971년 1월 9일 : 학교설립 인가(15학급)
- 1971년 3월 12일 : 국수중학교 개교
- 1974년 1월 17일 : 국수중학교 제1회 졸업(250명)
- 1979년 3월 1일 : 강하분교 개교(3학급)
- 1987년 3월 5일 : 양수분교 개교(6학급)
- 2021년 1월 13일 : 제48회 졸업생 국수중학교 18명 졸업(남 3,205명, 여 2,644명) 총 5,849명
- 2021년 3월 1일 : 제20대 김민철 교장 취임

## 참고 자료
- 국수중학교 - 한국교육학술정보원 학교알리미